# Посёлок Первомайского отделения совхоза «Грибановский»
Первома́йского отделе́ния совхо́за «Гриба́новский» — посёлок в Грибановском районе Воронежской области.
Входит в состав Малогрибановского сельского поселения.

## Население
| 2010 |
| ---- |
| 232  |

## Улицы
В посёлке имеется одна улица — Первомайская.